# Selektiva serotoninåterupptagshämmare

Serotonin, den signalsubstans som är involverad i verkningsmekanismen hos SSRI.

Selektiva serotoninåterupptagshämmare, SSRI (av engelskans selective serotonin reuptake inhibitor), är en grupp antidepressiva läkemedel med verkan på serotoninsystemet i hjärnan.

## Preparat

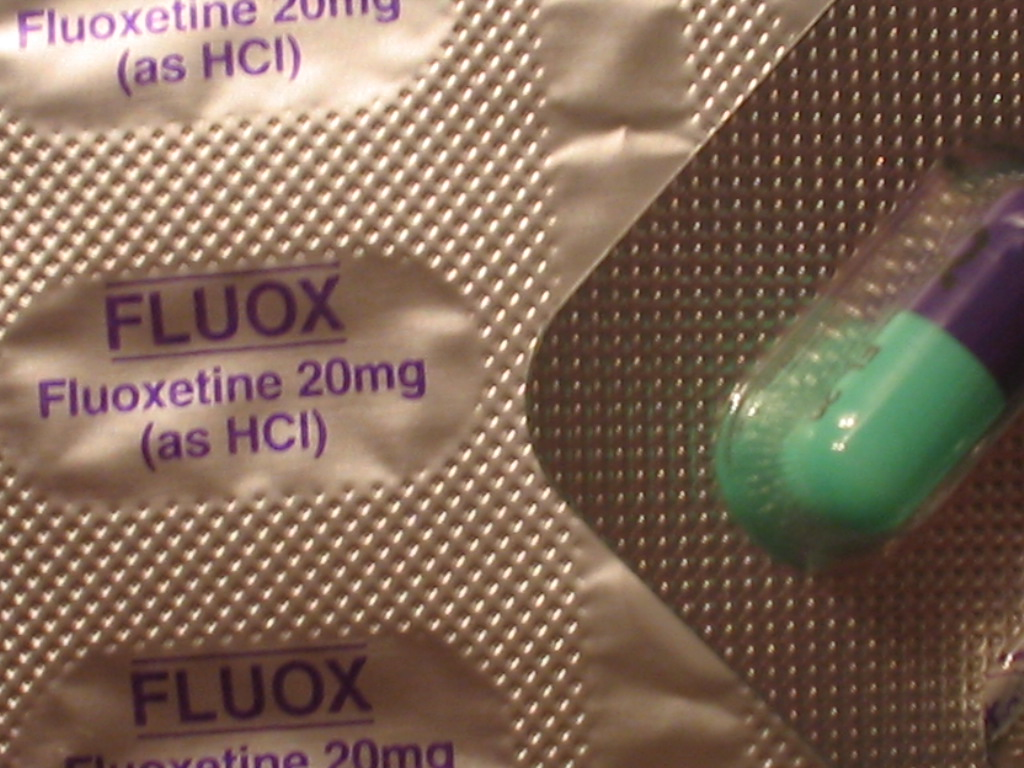
Fluoxetin, ett antidepressivt läkemedel.

Kemisk struktur hos ett SSRI.

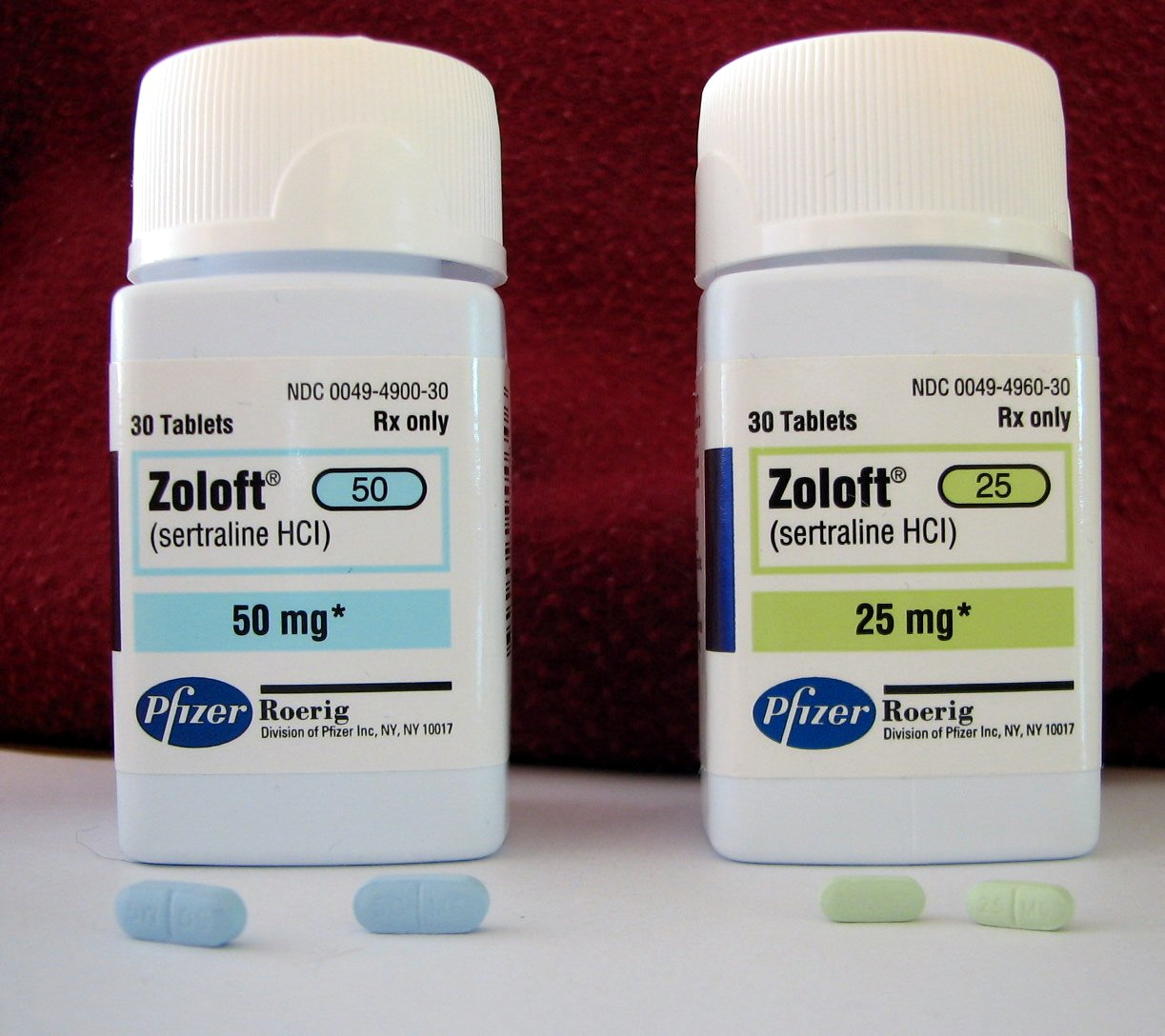
Zoloft, varunamn för SSRI-läkemedlet sertralin.

Termen SSRI avser läkemedel som utövar en specifik verkan på serotoninsystemet. Ibland används termen SSRI oegentligt om alla selektiva återupptagshämmare,[källa behövs] det vill säga även de som påverkar noradrenalin och/eller dopamin. SSRI verkar endast på serotoninet, och många av de medel som även eller enbart påverkar andra signalsubstanser faller under kategorierna SNRI och TCA.
Nobelpristagaren Arvid Carlsson och det svenska läkemedelsbolaget Astra tog i slutet av 1970-talet fram det allra första SSRI-preparatet – zimelidin, som inregistrerades 1982 under namnet Zelmid. På grund av sällsynta men svåra biverkningar avregistrerades preparatet efter en relativt kort tid på marknaden.
I Sverige finns bland andra dessa SSRI-mediciner:
- Citalopram (Cipramil, Celexa)
- Escitalopram (Cipralex, Premalex, Lexapro, Seroplex)
- Sertralin (Zoloft, Oralin, Sertrone)
- Fluoxetin (Fontex, Prozac, Sarafem)
- Paroxetin (Seroxat, Paroxiflex, Paxil)
- Fluvoxamin (Fevarin, Fluvosol, Luvox)
- Zimelidin (Zelmid) det allra första SSRI-preparatet, nu avregistrerat men finns som licenspreparat

## Användning
SSRI togs fram som ett skonsammare alternativ till de äldre antidepressiva medlen för att lindra och/eller häva symptomen av depressionsrelaterade sjukdomar men visade sig snart även ha goda effekter på en rad andra psykiska tillstånd.
SSRI är godkända för att användas mot dessa psykiska sjukdomar:
- egentlig depression med melankoli
- djup och/eller långvarig depression utan melankoli
- social fobi
- tvångssyndrom
- panikångestsyndrom
- ätstörningar (Fontex är bland annat godkänt för behandling av bulimi)
- posttraumatiskt stressyndrom, PTSD (gäller sertralin och paroxetin)
- profylax för att förebygga återfall av ovanstående
- generaliserat ångestsyndrom

I bland annat USA är många SSRI godkända av FDA för PMS-behandling, och vissa SSRI-läkemedel marknadsförs specifikt för denna behandling.
SSRI är den mest förskrivna gruppen antidepressiva medel i och med att den är skonsam i förhållande till andra alternativ samtidigt som den är effektiv. Beroende på dosering är preparaten likvärdiga i effekt men har olika farmakokinetiska egenskaper såsom halveringstid och elimineringsvägar.
SSRI påverkar bara serotoninet i hjärnan, och är således mildare än de tricykliska antidepressiva och SNRI-preparaten. I en stor studie har dock sertralin och escitalopram pekats ut som de mest effektiva av alla antidepressiva preparat på marknaden vid indikationen svår depression med melankoli och således även effektivare än övriga SSRI och flera SNRI och NaSSA, till exempel venlafaxin och mirtazapin, vid suicidalitet.

## Biverkningar
Vanliga biverkningar för läkemedel i SSRI-kategorin är:
- Viktförändringar (viktökning, viktminskning)
- Darrningar
- Yrsel
- Rastlöshet (Akatisi)
- Illamående
- Muntorrhet
- Sexuella biverkningar såsom oförmåga att uppnå orgasm, impotens och förlust av känslighet i könsorgan.

En inte alltför ovanlig biverkning av SSRI är att patienten drabbas av en känsla av att bli överdrivet lugn, vilket inte känns bra. Vid depressionsbehandling kan förhöjd suicidrisk föreligga vid in-/utsättning, speciellt gällande barn (gäller alla antidepressiva oavsett kategori). Orsaken till detta är att den håglöshet som ofta sammanhänger med depression hävs före de andra symptomen.[källa behövs] Patienterna informeras om att det under de första veckorna av behandlingen även kan uppstå en ökad ångest som kommer att gå över. Det är då lättare att hantera den första ångestförstärkningen när man vet vad den beror på och att den kommer att gå över. De flesta biverkningar har en tendens att spontant upphöra när medicineringen har pågått en längre tid och kroppen hunnit anpassa sig. Förlust av sexuell lust och förmåga kan dock kvarstå under hela medicineringen, och återgår ofta inte till det normala när medicineringen upphör. 
En grupp patienter får kvarstående sexuella biverkningar efter avslutad behandling, vilket kallas för PSSD (post SSRI sexual disorder). Det är inte känt exakt hur vanligt det är, men många är drabbade. Det första fallet av PSSD, långvarig för tidig utlösning som börjar efter utsättning av citalopram, publicerades 2003.Tre fall av allvarlig hyposexualitet orsakad av PSSD publicerades i maj 2006.
Vid bruk av antidepressivt läkemedel av typen NaSSA påstås den gruppen minska de sexuella biverkningarna från SSRI-preparat genom blockad av serotoninreceptorerna 5-HT2- och 5-HT3. Det är stimulansen av dem, vilken uppstår vid användning av SSRI, som tros ligga bakom de sexuella biverkningarna och det illamående som SSRI-preparat kan medföra.
SSRI-preparat stör dock som regel den sexuella förmågan mer än andra antidepressiva. Mest störande på sexualfunktionen är klomipramin, som inte är ett SSRI-preparat utan ett TCA-preparat med kraftig effekt på serotoninsystemet. Minst besvärande är det numera avregistrerade nefazodon, som inte heller räknades till SSRI i strikt mening men också huvudsakligen utövade sin verkan på serotoninsystemet.
En vanlig biverkan vid behandling med antidepressiv medicin är viktökning. Även SSRI-preparaten kan åstadkomma sådan – särskilt om de kombineras med annan medicin. Men risken för att personer skall öka i vikt är mindre med SSRI-preparat än andra antidepressiva. En del kan till och med minska i vikt – särskilt av fluoxetin. 
Vid goda behandlingsresultat av depression med SSRI fortsätts ofta behandlingen en tid för att minska risken för återfall.
Vid utsättning av ett SSRI-preparat sker en gradvis nedtrappning av dosen i ett par veckor för att undvika de plågsamma utsättningssymptom som många av medlen medför. Substanserna är ej beroendeframkallande, men eventuella utsättningssymptom kan misstas för abstinenssymptom. Dessa "abstinenssymptom" försvinner i regel inom några veckor, ofta inom dagar, men kan pågå i månader eller flera år.
Alla SSRI elimineras via kroppens CYP450-system. Detta kan leda till interaktion med andra läkemedel främst på grund av hämning av CYP3A4 och CYP2D6.
Övermedicinering med SSRI eller medicinering med SSRI i kombination med andra läkemedel som påverkar serotonerg aktivitet kan leda till ett så kallat serotonergt syndrom. Detta kännetecknas av tremor, irritabilitet, uttalade gastrointestinala biverkningar och rastlöshet. I de allra värsta fallen kan man få temperaturstegringar, förvirring och påverkan på cirkulationssystemet och därmed bli livshotande. Läkarhjälp är nödvändig med omedelbar verkan om dessa symptom uppkommer till följd av till exempel överdos.
SSRI kan påverka ämnesomsättningen, och visa sig som sänkta värden tyreoideahormoner. Låga värden TSH förstärker medicinens verkan.

## Graviditet och amning
Sedan 1982 har forskare använt en teknik kallad "neonatal clomipramine" för att framställa försöksdjur till depressionsforskning. Råttor som får det tricykliska antidepressivumet klomipramin när de är 8-21 dagar gamla utvecklar beteendestörningar i vuxen ålder som påminner om depression hos människor. 1997 fann läkemedelsbolaget Lundbeck att behandling med SSRI:n LU-10-134-C, som bara skiljer två atomer från deras produkt citalopram kunde ge samma resultat som klomipramin.  Senare upptäcktes det att citalopram orsakar permanenta förändringar i den serotonerga trafiken i hjärnan, vilket leder till förändrat beteende, som kan återställas genom behandling med antidepressiva.
Man vet sedan länge att receptorn 5HT-1 sitter på serotoninproducerande nervceller och agerar som termostat för serotoninproduktionen, om den känner av att det finns serotonin utanför cellen så bromsar den cellens egen serotoninproduktion. I ett experiment där man specifikt överstimulerade 5HT-1 receptorn tidigt i livet blev resultatet låg serotoninproduktion efter puberteten. Detta antyder att samtliga läkemedel som ökar mängden serotonin under den känsliga utvecklingsfasen framkallar låga serotoninnivåer i vuxen ålder.

## Verkningsmekanism
SSRI hindrar signalsubstansen serotonin från att återupptas i nervcellernas synapser, varför den förstärker nervimpulser som vidarebefordras med hjälp av denna signalsubstans. 
Den kliniska effekten av SSRI inställer sig i regel inte förrän behandlingen har pågått i 2-3 veckor, men den biokemiska effekten av SSRI inställer sig omedelbart. Denna paradox kan förklaras med att SSRI troligen har andra effekter på hjärnan som är betydligt långsammare och är den huvudsakliga orsaken till förbättringen. Spekulationer antyder att det rör sig om förändringar i genuttryck och eventuellt expansion av nervceller i hippocampus.
Att SSRI kan användas för behandling av andra psykorelaterade sjukdomar utöver klinisk depression, exempelvis generaliserad ångest är ett annat indicium på att sambandet mellan sinnesstämning, depression och serotonin är mer komplicerat. Dessutom är det väl känt att terapiformer som ECT (elbehandling) samt litium ger en klinisk förbättring vid depression, utan att utöva direkta effekter på serotoninsystemet. 

## Historia
De första antidepressiva preparaten, som kom under 1950- och 1960-talen, var ospecifika och påverkade både serotonin-, noradrenalin- och dopamin-nivåerna i hjärnan. Detta ledde till mycket obehagliga biverkningar och forskning kopplade dessa till dopaminet snarare än till serotoninet och noradrenalinet. Med detta som grund påbörjades arbetet med att ta fram mer specifika antidepressiva medel som var säkra nog för "hemmabruk". Resultatet blev bland annat Zelmid.
Det första rena SSRI-preparatet var zimelidin (Zelmid), som forskades fram av svenske Nobelpristagaren Arvid Carlsson och började marknadsföras av det svenska läkemedelsbolaget Astra 1982. Ett fåtal personer fick svåra men med tiden övergående förlamningar som biverkningar, och därför drogs medlet in redan 1983 och tillhandahölls endast via licensförskrivning. 
"Zelmidfallet" ledde till att svenska myndigheter dröjde med att godkänna liknande preparat av rädsla för fler skandaler- detta ska ses mot bakgrund av Neurosedyn-skandalen som gjorde företagen extremt rädda för allvarliga biverkningar. 
När fluvoxamin till sist godkändes var Fevarin det första SSRI-preparatet att inregistreras i Sverige efter Zelmid och det första inom SSRI som började förskrivas i högre grad. 
Parallellt utvecklades fluoxetin i USA, som såldes under namnet Prozac (i USA) och Fontex (i Europa). Fluoxetin blev en gigantisk försäljningssuccé för Eli Lilly och säkrade framtiden för SSRI:s popularitet. Till Sverige kom fluoxetin, då under namnet Fontex, dock först 1996 och då hade istället Cipramil (citalopram) hunnit bli dominerande inom vården.
Sedan dess har ett stort antal andra SSRI-preparat forskats fram och lanserats sedan läkare frågat efter fler mediciner att välja mellan (biverkningsprofilerna är som med alla mediciner individuella, dessutom är inte alltid preparaten helt och hållet likvärdiga) och sedan läkemedelsföretagen insett vinsten med produktionen.
Från USA finns statistik som visar att 11 procent av befolkningen (12 år och äldre) medicinerades med antidepressiv medicin. Den största gruppen var kvinnor i åldrarna 40-59 år där närmare 23 procent medicinerades. Sammantaget medicinerades 8 procent av befolkningen (12 år och äldre) utan att för närvarande nå upp till gränsen för depression.

### Kontrovers
Även om SSRI i några fall ger symptomlindring har det riktats kritik mot preparaten. Kritik mot SSRI-preparaten kom i mitten av 90-talet och sedan igen i början av 2000-talet när myndigheterna, såsom amerikanska FDA, inte utrett läkemedlens effekter på barn och ungdom tillräckligt, samtidigt som det framkom att sertralin och paroxetin skulle kunna orsaka förvärrad aggressivitet hos aggressiva patienter. Kritikerna pekade på den ökade suicidrisk hos barn och ungdomar som förekom vid den farmakologiska behandlingen av depression och ångest (1/50 av de mellan 10 och 18 år som medicinerades upplevde ökade besvär) som framkommit i amerikanska studier. Ett antal läkemedelsföretag dömdes till att betala skadestånd till drabbade patienter/anhöriga samt att utfärda en kraftig varning till förskrivare samtidigt som de pekade på att de kliniska behoven ändå måste sättas först. FDA satte "The Black Box Warning" på burkar/askar med SSRI-mediciner.
Därefter har studier dock visat att suicidtalen i denna åldersgrupp gick upp dramatiskt i USA när förskrivningen av SSRI minskade. Man fann att det innebar en ännu större suicidrisk att inte behandla med antidepressiva, och pendeln har nu svängt tillbaka. Förklaringen till suicidrisken är att patienten "väcks" av medicinen och således får kraft till att sätta suicidtankarna hon kan ha burit på en längre tid i verket.
I debatten påpekades att antalet suicid statistiskt sett sjunkit sedan de antidepressiva läkemedlen börjat förskrivas i högre grad, trots riskerna med suicid som biverkning. Det menades att läkemedlen räddar liv i högre grad än direkt tar liv när det kommer till behandling av egentlig depression.
Förskrivningen till barn under 18 år har ökat dramatiskt trots att de flesta medlen inte är godkända för depressionsbehandling av barn vilket har kritiserats. En del menar att man "inte ska ersätta terapi med kemikalier, när lätt depression i tonåren är någonting fullt normalt", och att svårt deprimerade barn och ungdomar ska få riktig psykologisk behandling i högre grad eftersom man inte känner till de långsiktiga följderna av oavbruten läkemedelsbehandling gällande mognad och kognitiv utveckling. Vården har även anklagats från vissa håll för att skriva ut preparaten alldeles för lättvindigt- att patienten upplever att denna inte får den hjälp som behövs utan enbart antidepressiva läkemedel. Detta kan gälla unga såväl som vuxna patienter.
I Sverige har kritik mot SSRI-preparat framförts av allmänläkaren André Marx. I andra länder märks kritiker som Mark Horowitz, Josef Witt-Doerring och David Healy. Kritiken går ut på att biverkningarna är klart belagda och för många förödande, medan de positiva effekterna är mycket svaga.

## Användning hos barn och ungdom
I Sverige är bara fluoxetin godkänt för behandling av depression hos barn över 8 år. I stor utsträckning används även sertralin inom barn- och ungdomspsykiatrin fastän preparatet ej i nuläget är godkänt för denna indikation hos barn, utan bara för behandling av tvångssyndrom. SSRI-behandling av barn påbörjas endast om sjukdomsarten är svår.